# Schutzatmosphäre
Eine Schutzatmosphäre oder Schutzgasatmosphäre wird bei der Lagerung und Verpackung von Nahrungsmitteln eingesetzt, um deren Alterung zu verlangsamen und damit die Haltbarkeit zu verlängern. Die Schutzatmosphäre besteht aus verschiedenen Schutzgasen, die in der Luft enthalten sind. Sie hat aber eine von der Luft abweichende Mischung, d. h. relative Zusammensetzung. Schutzgase sind somit natürlich vorkommende Bestandteile der Luft, deren Mengenanteile in der Schutzatmosphäre in Abhängigkeit vom Einsatzgebiet angepasst werden müssen. Gemäß § 9 Zusatzstoff-Zulassungsverordnung ist es nicht notwendig, die Art der Schutzgase in der Schutzatmosphäre zu spezifizieren. Allerdings muss der Hinweis „unter Schutzatmosphäre verpackt“ angegeben werden.

## Einsatzgebiete
Schutzatmosphäre wird in der Landwirtschaft unter der Bezeichnung Controlled Atmosphere (CA) zur Lagerung eingesetzt. Bei deutlich reduziertem Sauerstoffanteil, niedrigen Temperaturen, erhöhter Luftfeuchtigkeit und Anreicherung mit Kohlenstoffdioxid wird der natürliche Reifeprozess von Obst, Gemüse und Blumen verlangsamt und damit die Haltbarkeit verlängert. Das Verfahren wird außerdem bei langen Schiffstransporten eingesetzt (zum Beispiel Bananentransport). Controlled Atmosphere heißt, dass die Lagerbedingungen ständig kontrolliert und nachgeregelt werden.
Im Bereich Modified Atmosphere Packaging (MAP) wird die Schutzatmosphäre als Packgas zusammen mit dem Produkt in die meist gasdichte Verpackung gegeben. Durch die Verpackung in einer geeigneten Schutzatmosphäre ist es möglich, die Haltbarkeit bei hoher Qualität – in Abhängigkeit vom Produkt – um Tage oder Wochen zu verlängern. Dieses vereinfacht die Vertriebslogistik und Lagerhaltung, da Waren seltener und über größere Distanzen geliefert werden müssen. Gleichzeitig gibt es weniger Verderb und Retouren, wenn Hygienebedingungen und die Kühlkette immer kontrolliert und eingehalten werden. Im Gegensatz zu vielen anderen Konservierungsarten (Konservendose, Einfrieren, Erhitzen (z. B. Pasteurisieren), Pökeln, Bestrahlung, Trocknen, Einlegen, Gärung und Hinzufügen von Konservierungsmitteln) bleibt das Produkt selbst unverändert, ohne die Qualität oder den Geschmack zu beeinträchtigen. Durch die Verpackung unter Schutzatmosphäre ist es z. B. überhaupt erst möglich, geschälte oder küchenfertig zubereitete Gemüse und Salate oder industriell hergestelltes Frischfleisch zum Verkauf in Supermärkten anzubieten.

## Geschichte
Erste wissenschaftliche Untersuchungen mit Schutzatmosphären führte der französische Naturforscher und Chemiker Jacques Étienne Bérard 1821 durch. Er beschäftigte sich mit der Wirkung von verschiedenen Gasen auf die Reifung von Früchten. Bérard erkannte, dass geerntete Früchte Sauerstoff (O2) verbrauchen und Kohlenstoffdioxid (CO2) abgeben und dass die Reifung durch Reduzierung von Sauerstoff verlangsamt wird. Diese Erkenntnisse wurden aber nicht kommerziell genutzt.
Der französische Chemiker und Mikrobiologe Louis Pasteur und sein Assistent Joubert fanden 1877 am Beispiel von Bacillus anthracis heraus, dass Kohlenstoffdioxid das Wachstum von Bakterien hemmt bzw. diese abtötet. Fünf Jahre später publizierte der Deutsche Hermann Kolbe, dass Kohlenstoffdioxid (CO2), das Anhydrid der Kohlensäure, die Haltbarkeit von Ochsenfleisch erheblich verlängert. Nach 14 Tagen sei das Fleisch zwar äußerlich grau gefärbt, aber durchaus „wohlschmeckend und von frischem Fleisch nicht zu unterscheiden“. Nach einer Lagerung von drei Wochen war das Fleisch geschmacklich noch von gleicher Güte, allerdings war das Fleisch „weicher geworden und erforderte eine kürzere Zeit beim Kochen“.
Im Folgenden entstanden zahlreiche Veröffentlichungen über die hemmende Wirkung von CO2 auf Mikroorganismen. Haines fand zum Beispiel 1933 heraus, dass bei niedrigen Temperaturen um Null °C bereits Konzentrationen von 10–20 % Kohlenstoffdioxid ausreichen, um das Bakterienwachstum auf Fleisch deutlich zu reduzieren. Unter diesen Bedingungen verringerte sich im Vergleich mit einer Lagerung in Luft bei gleicher Temperatur die Geschwindigkeit des Bakterienwachstums auf die Hälfte.
Die erste bedeutende Anwendung bekam die Schutzatmosphäre Anfang der 1930er Jahre bei der Lagerung von Äpfeln in einer Atmosphäre mit reduziertem Sauerstoffgehalt und erhöhtem Kohlenstoffdioxidgehalt sowie beim Transport von Früchten in den Lagerräumen von Schiffen. Dabei wurde festgestellt, dass auch Rinderschlachtkörper in modifizierter Atmosphäre beim Transport über lange Distanzen eine um 100 % gesteigerte Haltbarkeitsdauer erlangten.
Die Verpackung von Frischfleisch in kontrollierter Atmosphäre (MAP) wurde in den USA bereits Mitte der 1970er Jahre durchgeführt. Dadurch verlängerte sich die Haltbarkeit, wodurch sich in der Folge neue Vertriebswege ausbildeten. Insbesondere Supermärkte boten immer mehr unter Schutzgas verpackte Ware an. In Deutschland begannen die Discounter Penny und Plus Anfang der 2000 Jahre mit dem Vertrieb von abgepacktem Frischfleisch. Der Durchbruch erfolgte aber erst 2003/2004, als Aldi und Lidl ihr Angebot entsprechend erweiterten.

## Arten von Schutzgasen, Wirkungsweise und Kennzeichnung
Die wichtigsten Schutzgase sind Kohlendioxid, Stickstoff und Sauerstoff. Daneben kommen aber weitere Gase zur Anwendung, deren Eigenschaften nachfolgend beschrieben werden.

### Stickstoff

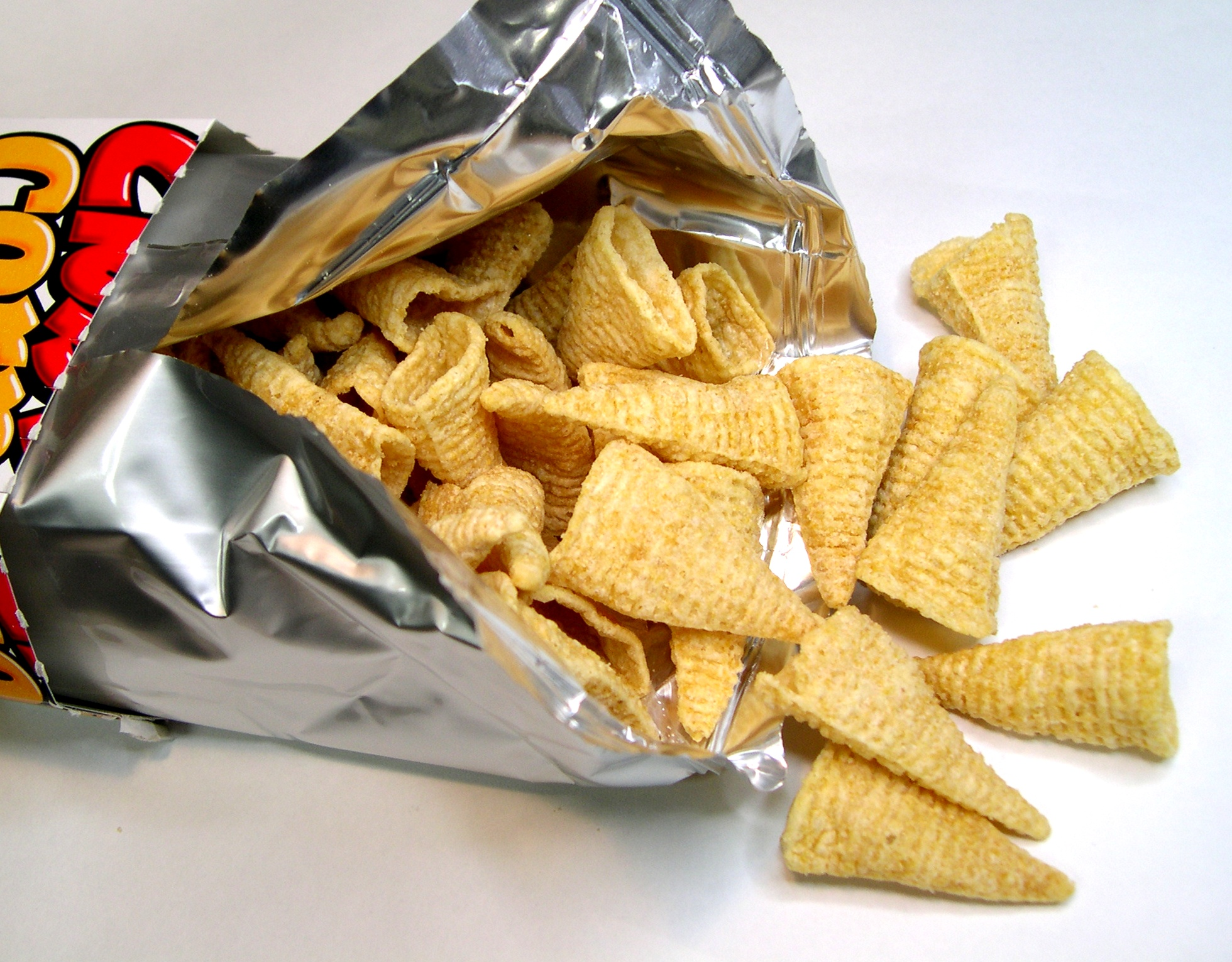
Schutzatmosphäre ohne Sauerstoff

Stickstoff (N2) ist zu etwa 78 % in Luft enthalten. Es ist ein inertes Gas und geht somit keine direkte Reaktion mit dem Lebensmittel ein. Es wird als Packgas insbesondere zur Verdrängung von Sauerstoff aus der Luft eingesetzt. Dieses verhindert damit indirekt die Oxidation von Lebensmitteln und hemmt das Wachstum von sauerstoffabhängigen (aeroben) Mikroorganismen. Es wird häufig auch als Füllgas verwendet, da es nur sehr langsam durch Verpackungsfolien diffundiert und damit lange in der Packung verbleibt. Es ist als Lebensmittelzusatzstoff unter der E-Nummer E 941 als Packgas für alle Lebensmittel zugelassen und darf auch zur Verpackung von Bioprodukten verwendet werden. Eine Beschränkung der Höchstmenge gibt es nicht. Stickstoff besitzt keine schädlichen Auswirkungen auf die Gesundheit und ist zudem geruchs- sowie geschmacksneutral.

### Kohlenstoffdioxid
Kohlenstoffdioxid oder kurz Kohlendioxid ist eine chemische Verbindung aus Kohlenstoff und Sauerstoff mit der chemischen Summenformel CO2. Das farblose Gas löst sich gut in Wasser und hat leicht saure Eigenschaften. In der normalen Luft ist es mit etwa 0,04 % enthalten.
Als Packgas wird es neben Stickstoff zur Verdrängung von Sauerstoff eingesetzt und hemmt so unerwünschte Oxidationsprozesse, die oft mit dem Verlust von Struktur, Farbe und Aroma einhergehen. Bei Konzentrationen größer 20 % hemmt es außerdem wirksam das Wachstum von sauerstoffabhängigen (aeroben) Bakterien und von Schimmelpilzen. Es löst sich in Flüssig- und Fettphasen und bildet so auf der Oberfläche des Produkts ein saures Milieu, was die Ansiedlung von Bakterien erschwert. Kohlenstoffdioxid wird häufig zur Erhöhung der Haltbarkeit eingesetzt, wobei die Haltbarkeit gewöhnlich mit dessen Konzentration steigt. Bei zu hoher Dosierung können allerdings manche Nahrungsmittel schneller sauer werden. Außerdem verändert es beim Durchdringen biologischer Membranen deren Durchlässigkeit und Funktion. Allerdings kann das Gas leichter durch die Verpackung diffundieren. Dieses, sowie die Reaktion mit dem Produkt, kann dazu führen, dass die Verpackungen mit der Zeit einfallen. Kohlendioxid ist als Packgas unter der E-Nummer E 290 deklariert.

### Sauerstoff

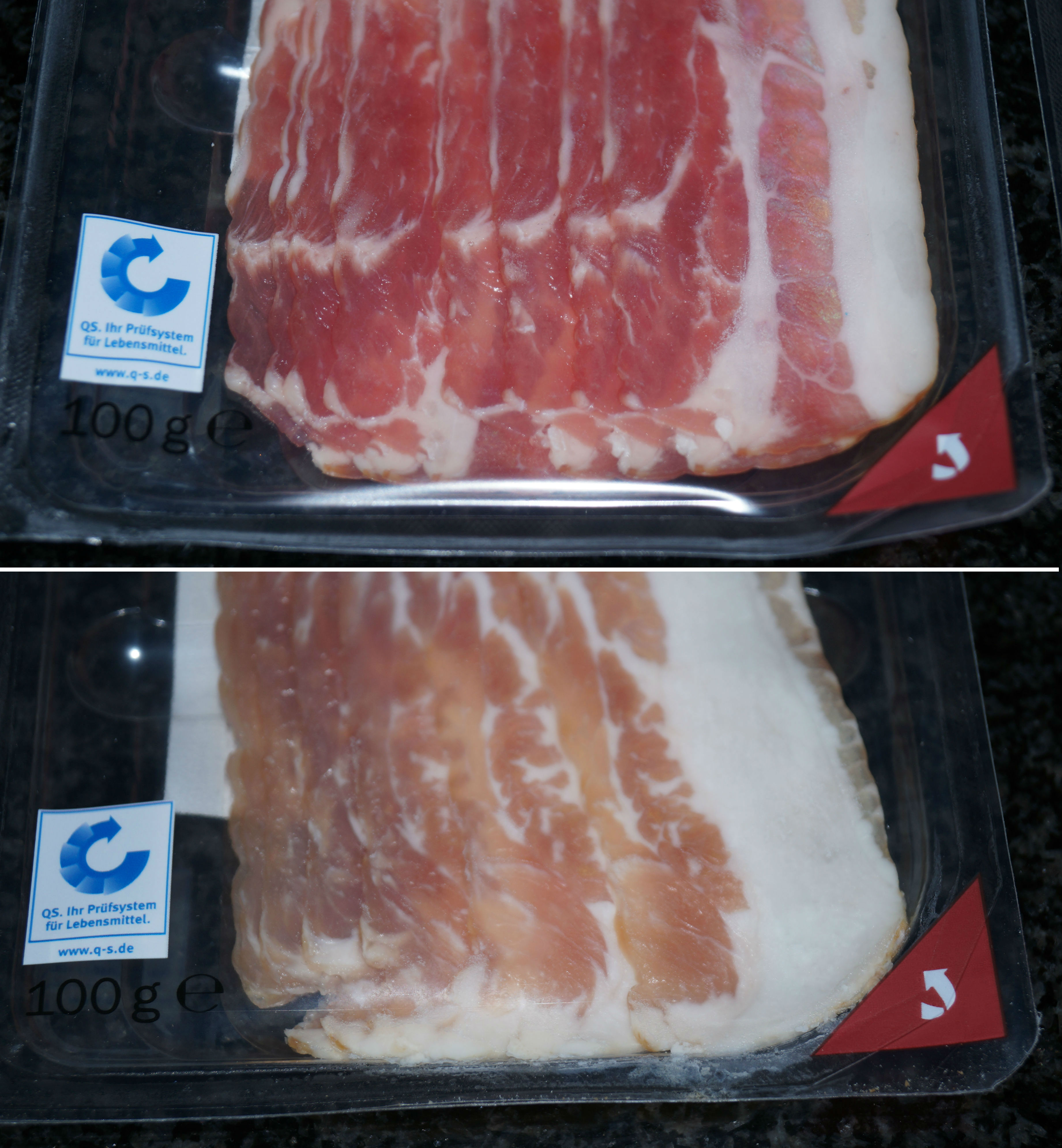
Lebensmittelverpackung mit intakter Verpackung (oben) und Produkteinlagerung mit fehlerhafter Siegelnaht (unten). Durch die undichte Siegelnaht ist Luft in die Verpackung geströmt, so dass der Frühstücksspeck nicht mehr so rot aussieht.

Sauerstoff (O2) kommt in der normalen Luft mit einer Konzentration von etwa 21 % vor und bildet die Voraussetzung für das Wachstum aerober Mikroorganismen. Das Gas fördert damit eher den oxidationsbedingten Verderb des Lebensmittels. Daher wird der Sauerstoff innerhalb der Schutzatmosphäre normalerweise erheblich reduziert oder gar ausgeschlossen. Bei der Verpackung von rotem Frischfleisch wird der Sauerstoffanteil signifikant erhöht, um die rote Farbe des Fleisches zu erhalten oder sogar zu intensivieren. Zusätzlich hemmen hohe Sauerstoffkonzentrationen das Wachstum anaerober Mikroorganismen. Auch Obst und Gemüse brauchen nach der Ernte gewisse Mengen Sauerstoff (3 bis 10 %) zur Zellatmung, was auch bei der Lagerung und Verpackung berücksichtigt werden muss. Sauerstoff ist ein Zusatzstoff mit der europäischen Zulassungsnummer E 948.

### Argon
Argon (Ar) ist ein Edelgas, das mit einem Anteil von 0,9 % in der Luft vorkommt. Es hat wie Stickstoff inerte Eigenschaften, so dass es zu keiner Reaktion mit dem Lebensmittel kommt. Es ist schwerer als Luft, so dass es beim Einleiten in ein Gefäß den Restsauerstoff im Vergleich zum Spülen mit Stickstoff effizienter verdrängt. Allerdings ist Argon im Vergleich zu Stickstoff deutlich teurer. Argon ist Teil neuerer Studien. Geschmackstests mit Kartoffelchips ergaben eine um 25 % verlängerte Haltbarkeit. Argon wird manchmal bei der Verpackung von Wein eingesetzt. Man geht davon aus, dass gewisse Enzymaktivitäten gehemmt werden und Argon bei einigen Gemüsearten metabolische Reaktionen verlangsamt. Argon ist als Zusatzstoff für Lebensmittel unter der E-Nummer E 938 mit der Funktion als Packgas gelistet. Argon darf auch für die Verpackung von Bio-Lebensmitteln verwendet werden.

### Helium
Helium (He) verhält sich als Edelgas ebenfalls inert. Es ist zwar als Packgas für Lebensmittel unter der E-Nummer E 939 zugelassen, wird aber nur in geringem Umfang eingesetzt, da es durch die kleine Molekülgröße sehr leicht durch Verpackungen diffundiert und außerdem sehr teuer ist. Es wird zum Teil als Hilfsgas eingesetzt, um Undichtigkeiten zu lokalisieren.

### Wasserstoff
Wasserstoff (H2) ist als Zusatzstoff für Lebensmittel unter der E-Nummer E 949 als Packgas zugelassen. Er darf aber nicht zur Verpackung von Bioprodukten verwendet werden. Aufgrund seiner kleinen Molekülgröße entweicht er sehr schnell aus der Verpackung. Er wird zum Teil als Prüfgas eingesetzt, um die Dichtigkeit zu überprüfen.

### Kohlenstoffmonoxid
Kohlenstoffmonoxid (CO) oder kurz Kohlenmonoxid ist ein giftiges Gas, das nur in Spuren in der Luft vorkommt. Trotzdem kann es in Konzentrationen bis 0,4 % zur Verpackung von rotem Fleisch oder rotem Fisch Anwendung finden. Derartiges wurde seit 1970 in Norwegen durchgeführt, seit 2004 wird dieses Verfahren auch in den USA eingesetzt. In der Europäischen Union ist Kohlenmonoxid als Lebensmittelzusatz verboten und besitzt daher auch keine E-Nummer.
Kohlenmonoxid bewirkt bei rotem Fleisch eine kirschrote Farbe, ohne dass hohe Mengen Sauerstoff in der Verpackung eingesetzt werden. Mit Sauerstoff behandeltes Fleisch zeigt durch die Bildung von Oxymyoglobin eine hellrote Farbe, während bei Zugabe von Kohlenmonoxid das etwas dunklere Carboxymyoglobin entsteht.

## Anwendungsbeispiele und typische Gaszusammensetzungen
In den meisten Anwendungen wird der Sauerstoff zur Verlängerung der Haltbarkeit durch andere Gase so weit wie möglich aus der Verpackung verdrängt. Gleichzeitig wird Kohlendioxid mit einem Anteil größer 20 % eingesetzt, um das Bakterienwachstum zusätzlich zu hemmen, wobei meist versucht wird, möglichst hohe Anteile davon zu verwenden. Als Stützgas wird meist Stickstoff verwendet.

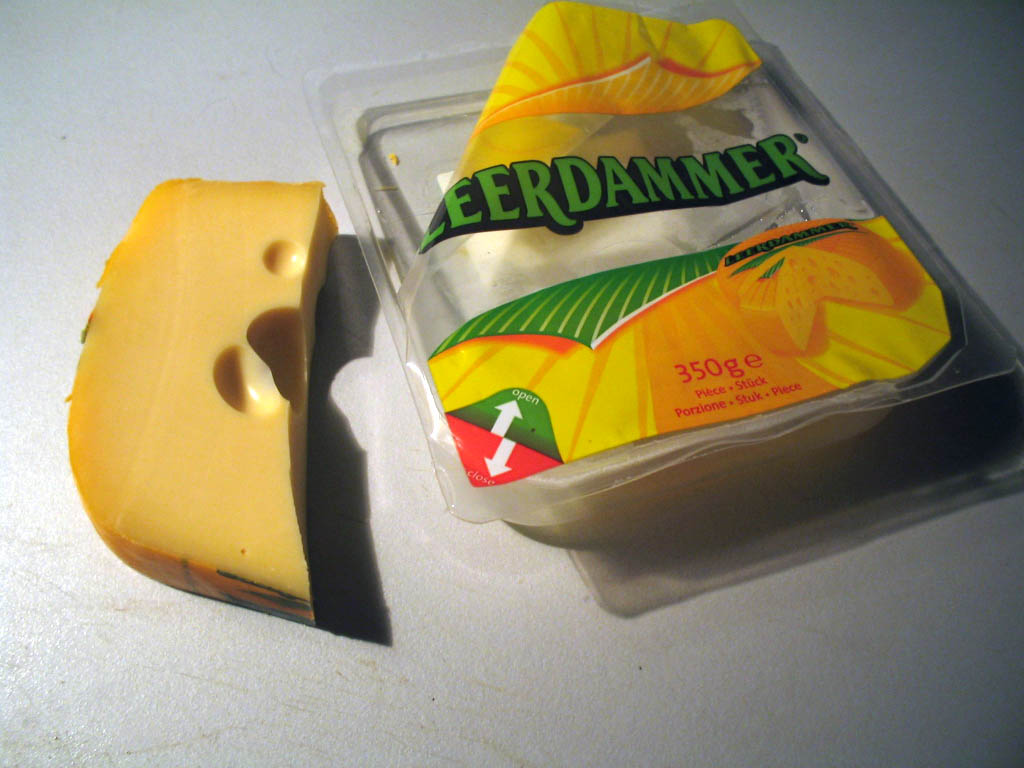
Käse mit entsprechender Verpackung

Je nach Lebensmittel können sehr hohe Konzentrationen von Kohlendioxid ungewünschte Veränderungen des Produktes oder der Verpackung bewirken. Sahne wird leicht sauer, so dass sahnehaltige Speisen vorzugsweise in Stickstoff oder einer Gasmischung mit eher geringen Kohlendioxidkonzentrationen verpackt werden. Hartkäse verträgt sehr hohe Anteile von Kohlendioxid, das die Bildung von Schimmel effektiv verhindert, den Reifeprozess des Käses aber nicht behindert. In Weichkäse mit hohem Feuchtigkeitsanteil löst sich Kohlendioxid hingegen, so dass hier die Gefahr besteht, dass die gasdichte Verpackung zusammenfällt. Ein ähnliches Problem tritt auf, wenn die Oberfläche (z. B. bei geriebenem Käse) sehr hoch ist. Stickstoff als Stützgas verhindert hier mit Konzentrationen von 50 % und mehr das Kollabieren der Verpackung.
Fisch und Meeresfrüchte zählen zu den empfindlichsten Lebensmitteln. Direkt nach dem Fang droht schneller Qualitätsverlust und Verderb. Verantwortlich hierfür sind Mikroorganismen und Enzyme, die bei neutralen pH-Werten bestens gedeihen. Außerdem wird das Fett bei Sauerstoffkontakt besonders schnell ranzig. Besonders wichtig ist für rohen Fisch eine Temperierung nahe 0 °C (ohne Unterbrechung der Kühlkette), sowie eine genau angepasste Schutzatmosphäre, wobei Kohlendioxid den pH-Wert in den sauren Bereich verschiebt. Zu hohe Konzentrationen von Kohlendioxid können allerdings zu unerwünschten Nebeneffekten wie Flüssigkeitsverlust oder saurem Geschmack führen. Bei manchen Schalentieren wird hingegen bewusst etwa 30 % Sauerstoff zugefügt, um die Farbe zu erhalten.
Bei Snacks, Kartoffelchips, Nüssen, Gewürzen und Kaffee besteht die größte Gefahr im hohen Fettgehalt. Durch Oxidation werden die Fette schnell ranzig. In diesen Fällen reicht ein Ausschluss von Sauerstoff aus, so dass meist reine Stickstoffatmosphäre in der Verpackung eingesetzt wird. Der Stickstoff sorgt in Schlauchverpackungen außerdem für eine Polsterung stoßempfindlicher Kartoffelchips.
Bei Brot und Backwaren müssen insbesondere die Vermehrung von Schimmelpilzen verhindert werden, während das Wachstum von anderen Mikroorganismen aufgrund geringer Wasseraktivität selten ein Problem darstellt. Schimmelpilze lassen sich durch große Mengen Kohlendioxid und einen geringen Sauerstoffanteil gut kontrollieren. Versuche an mit Schimmelpilzen infiziertem Toast zeigten, dass die Zeit, bis sich in einer Atmosphäre von 99 % Stickstoff und 1 % Sauerstoff Schimmelpilze entwickeln 5 Tage beträgt, während es in einer Atmosphäre aus 99 % Kohlendioxid und 1 % Sauerstoff erst nach 100 Tagen zu einem Schimmelpilzwachstum kam. Die Art der Atmosphäre hat jedoch keinen oder nur einen geringen Einfluss auf das Altbackenwerden (Rückbildung von Stärke). Eine Lagerung bei tiefen Temperaturen beschleunigt hingegen das Altbackenwerden, so dass kalt gegessene Backwaren bei Raumtemperatur gelagert werden. Bei Backwaren, die vor dem Genuss aufgewärmt werden (Aufbackbrötchen) wird der Prozess des Altbackens wieder umgekehrt, so dass hier auch tiefere Lagertemperaturen in Frage kommen.

### Fleisch und Fleischprodukte

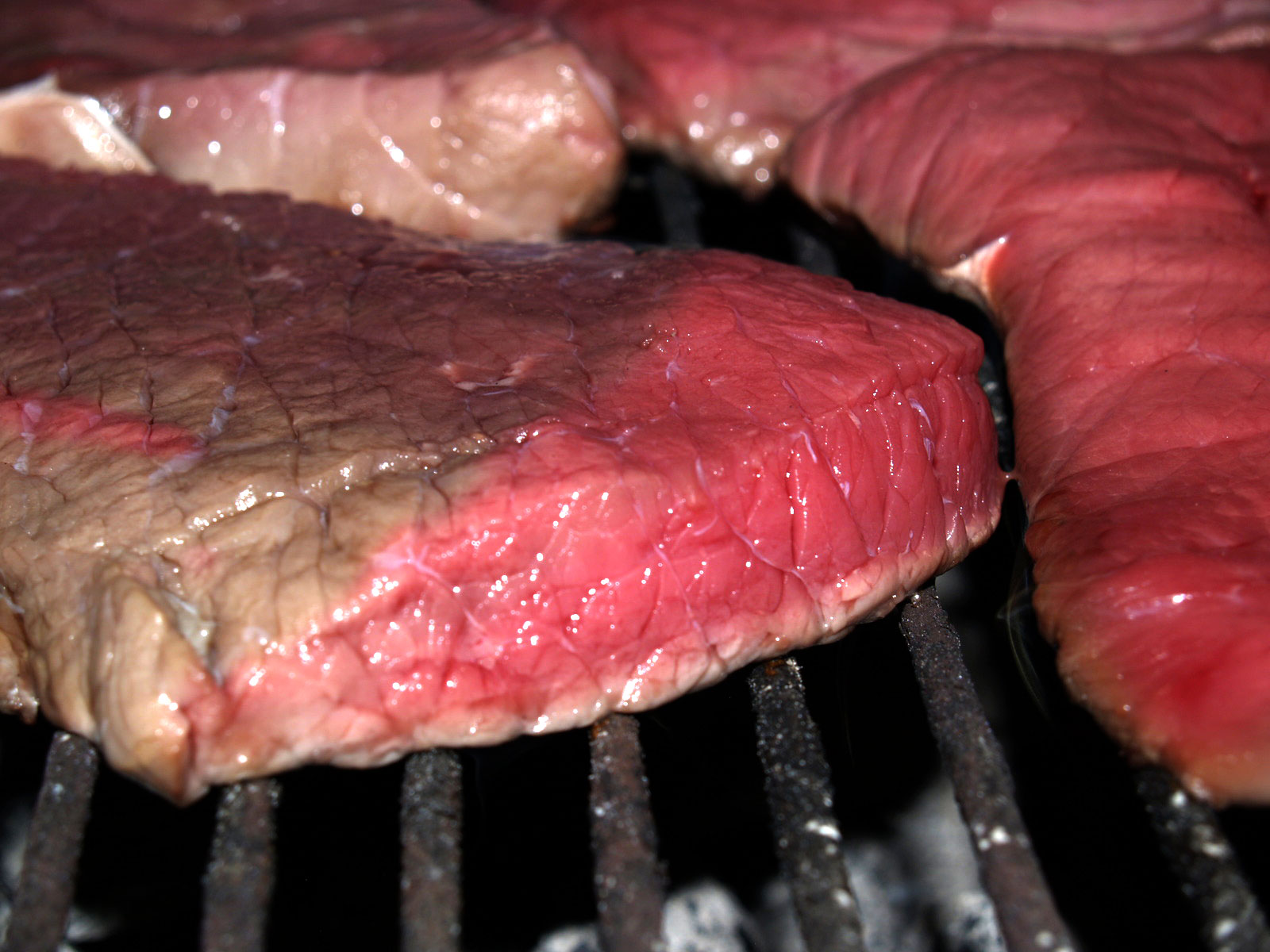
Beginn einer natürlichen Verfärbung von Rindfleisch an Luft

Rohes Fleisch ist aufgrund des hohen Feuchtigkeits- und Nährstoffgehaltes besonders anfällig für den bakteriellen Befall. Verstärkt wird das Problem besonders bei Hackfleisch, das im Vergleich eine sehr große Oberfläche besitzt. Versucht man das Bakterienwachstum durch Entzug von Sauerstoff in der Atmosphäre einzudämmen, so verfärbt sich rotes Fleisch und speziell Rindfleisch gräulich und der Eindruck von Frische geht verloren. Um diese Farbveränderungen bei rotem Fleisch zu unterdrücken und die rote Farbe zu erhalten oder sogar zu verstärken, enthält das Packgas sehr hohe Anteile an Sauerstoff von 60–80 % (Rest CO2), wobei der Muskelfarbstoff Myoglobin mit dem Sauerstoff reagiert. Die Verlängerung der Haltbarkeit ist hingegen allein auf das Kohlendioxid (20–40 %) zurückzuführen, was sich in der Fleischoberfläche löst und damit den pH-Wert erniedrigt. Das saure Milieu reduziert das Wachstum der Bakterien. Die typische Haltbarkeit erhöht sich bei einer konstanten Temperatur von 2–3 °C von 2–4 Tagen in Luft auf etwa 5–8 Tagen in der modifizierten Atmosphäre.
Helles Geflügel benötigt hingegen keinen Schutz gegen Verfärbungen. Daher ist im entsprechenden Schutzgas kein Sauerstoff enthalten. Vielmehr verwendet man Packgase mit typischerweise 40–100 % Kohlendioxid (Rest Stickstoff als inertes Stützgas). Bei konstanter Temperatur von 2–3 °C und hygienisch einwandfreiem Zustand kann unter Schutzgasatmosphäre (Gasvolumen von 100–200 ml Gas pro 100 g Fleisch) eine Haltbarkeit von bis zu 21 Tagen erreicht werden. Bei nur leicht erhöhter Lagertemperatur von 4–6 °C verringert sich die Haltbarkeit hingegen auf nur etwa 12 Tage.

### Obst und Gemüse
Frisches Obst und Gemüse stellen besondere Anforderungen an Verpackung und Atmosphäre. Anders als andere Lebensmittel atmen frisches Obst und Gemüse nach der Ernte weiter. Dazu benötigen sie Sauerstoffgehalte von 3–10 % innerhalb der Verpackung. Außerdem muss die Verpackung eine gewisse Permeabilität (Durchlässigkeit) für Gase aufweisen. Durch die Atmung würden sich sonst anaerobe Zustände (<1 % O2 und >20 % CO2) bilden, die deutliche Qualitätsverluste zur Folge hätten. Die auf das Produkt abgestimmte Permeabilität kann z. B. durch eine Folie mit Mikroperforation erzeugt werden. Man spricht von einer gleichgewichtigen Schutzatmosphäre (Equilibrium Modified Atmosphere = EMA).

## Verpackung

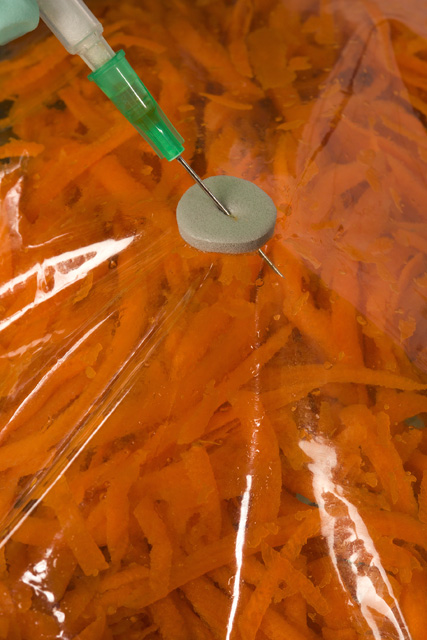
Test der Zusammensetzung der Atmosphäre bei verpackten Karotten

Der Verpackung kommt beim Schutzgasverpacken eine wichtige Bedeutung zu. Dabei werden aus mehreren Schichten aufgebaute Verbundfolien eingesetzt. Die wichtigsten Eigenschaften der Verpackung sind Gasdichtheit, Siegelfähigkeit, Transparenz, mechanischer Schutz und Stapelfähigkeit. Eine in die Verpackungsmaschine integrierte Gas- und Dichtigkeitsanalyse hilft, die nötige Qualität zu gewährleisten.

## Kritik
Im Jahr 2010 kam die Nutzung von Schutzatmosphäre bei der Verpackung von Fleisch in die Kritik, da große Lebensmittelketten unter dem gleichen Titel eine erhöhte Sauerstoffkonzentration verwenden. Zweck ist eine chemische Reaktion an der Oberfläche, die das Fleisch auch noch dann rot und rosig erscheinen lässt, wenn es schon verdorben ist, sowie das Verhindern des Wachstums von Clostridium botulinum unter anaeroben Bedingungen. Dabei tritt jedoch die gegenteilige Wirkung im Vergleich zu einer sauerstoffarmen Schutzatmosphäre ein und das Fleisch verdirbt schneller, Fett wird ranzig. Gemäß Informationen des BfR könne es unter solchen Schutzatmosphären durch Oxidation des Cholesterins zu Veränderungen und Beeinträchtigungen des Fleischgeschmacks kommen, die aber nicht gesundheitsgefährdend seien.
Speziell bei leicht verderblichem Hackfleisch ist die Einhaltung der Kühlkette absolut notwendig, um die Vermehrung von Keimen zu unterdrücken. Normalerweise sind hier dauerhaft Temperaturen von maximal +2 °C vorgeschrieben, die kaum in einem Haushaltskühlschrank erreicht werden. Zur Absicherung der Industrie ist zusätzlich der Warnhinweis auf der Verpackung aufgebracht, dass das Hack vor dem Verzehr vollständig durcherhitzt werden muss und nicht zum Rohverzehr geeignet ist. Wer sich beim Braten jedoch auf die Konsistenz und Farbe verlässt, kann getäuscht werden, da im Gegensatz zu unbehandeltem Fleisch das mit Schutzgas verpackte Fleisch schon bei 50 °C seine Farbe und Festigkeit verändert, während erst bei 70 °C die meisten Keime abgetötet werden.